# Музичка школа „Слободан Малбашки” Кикинда
Музичка школа „Слободан Малбашки” једна је од основних школа у Кикинди.
Налази се у улици Светосавска 19.

## Историјат
Иницијатива за оснивање Ниже музичке школе у Кикинди је покренута на предлог грађана, надлежни просветни орган Војводине није је прихватао иако је истицано да би се оснивањем ове школе ширила музичка култура и културни живот северног Баната. Трећа „акција Иницијативног одбора” се сматра од великог значаја јер је тада сачињен нацрт предрачуна за школу, за десетак дана од почетка акције се пријавило преко сто деце, седамдесет посто за клавир, остали за виолину или хармонику. У школи је радио стари наставник музике који је био одушевљен овом акцијом, наставница која је имала средњу музичку школу и просветни радници који су се бавили приватним давањем часова музике. Покретачи акције су размишљали да школу назову по њиховом суграђанину и виолончелисти Миодрагу Грујићу који је преминуо у Народноослободилачкој борби народа Југославије. Нижа музичка школа је основана 14. септембра 1953. од стране Градског народног одбора уз сагласност Савета за просвету и културу АП Војводине. Названа је „Слободан Малбашки” на предлог оснивача и првог директора Миливоја Крстића као успомена на првака београдске опере који је погинуо у Другом светском рату. У школи садрже хармонику, клавир, гитару, виолину, флауту, кларинет, тамбуру и соло певање.